# Torre del Diavolo (San Gimignano)
La torre dei Diavolo è una delle ormai rimaste quattordici torri medievali di San Gimignano delle decine che si innalzavano nel medioevo nella cittadina toscana; si trova sul lato settentrionale di piazza della Cisterna e faceva parte dell'attiguo palazzo dei Paltoncini, poi Picchena, Lupi e infine Cortesi. L'insieme torre e palazzo costituivano una unità unica intimamanere collegata e caratteristica della nobiltà e della alta borghesia locale nel medioevo. La torre e il contiguo palazzo hanno subito delle modificazioni nel corso della loro storia, leggibili soprattutto sul lato est della torre. 
Il nome deriverebbe, secondo la leggenda, dalla prodigiosa sopraelevazione che il proprietario avrebbe un giorno constatato con sorpresa di ritorno da un viaggio: l'opera sarebbe stata ritenuta un artificio del Demonio. 

## Descrizione
L'alta torre è caratterizzata da un portale di doppia altezza, spesso riscontrato in torri pisane,  che suggerisce un antico passaggio pedonale: infatti ai suoi piedi si apriva il cosiddetto "vicolo dell'Oro'"dove si trovavano le botteghe dei battiloro, coloro che riducevano il metallo prezioso in fogli sottilissime martellando sui fiorini (l'oro così lavorato era soprattutto usato per le tavole dipinte a fondo oro).
Il piano superiore, profilato da una fila di buche pontaie con mensole, che fa supporre l'esistenza di un antico ballatoio ligneo, è illuminato da una stretta feritoia ed anche ai livelli successivi si aprono strette finestrelle, una per piano, tipiche dell'epoca medievale quando le esigenze difensive prevalevano sul comfort e la luce degli ambienti. Sulla parete est vi erano grandi archi interni che si aprivano direttamente nella abitazione accanto, successivamente tamponati. L'ultimo piano, circondato da mensole sporgenti su cui in antico poggiavano una serie di archetti in pietra con sovrastante ballatoio, doveva contenere una piattaforma attorno ad un'altana in laterizio ancora esistente, ma probabilmente più tarda rispetto alla torre originaria, e corrispondente forse alle modifiche apportate dai Cortesi nel XVI secolo.. L'aspetto un po' sinistro dei sostegni deve aver contribuito alla reazione della leggenda. 
L'attiguo palazzo dei Paltoncini, poi Picchena e più tardi facente parte del grande edificio dei Cortesi che occupava l'intera parte nord della piazza, ha adesso solo due piani dei tre originari, sui ciascuno dei quali si apre una monofora. A differenza della torre, in candida pietra calcarea, è realizzato in una pietra leggermente più scura e di color giallognolo.

## La torre nei videogiochi
Nel videogioco Assassin's Creed II, è presente anche il paese di San Gimignano e il giocatore ha la possibilità di scalare la Torre del Diavolo.